# Granvellepaleis

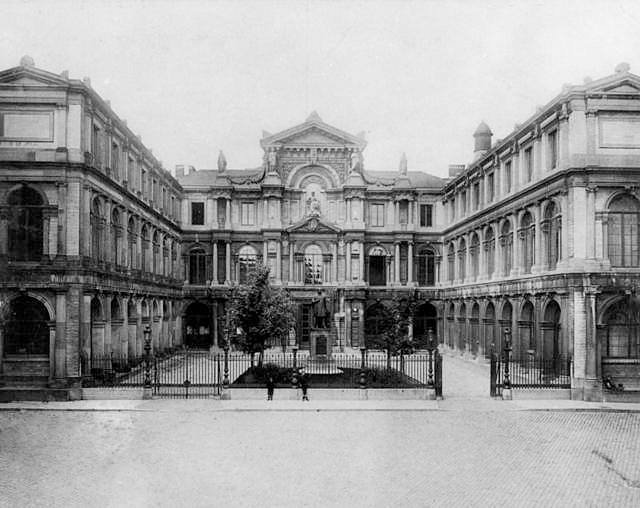
Hoofdingang aan Kantersteen

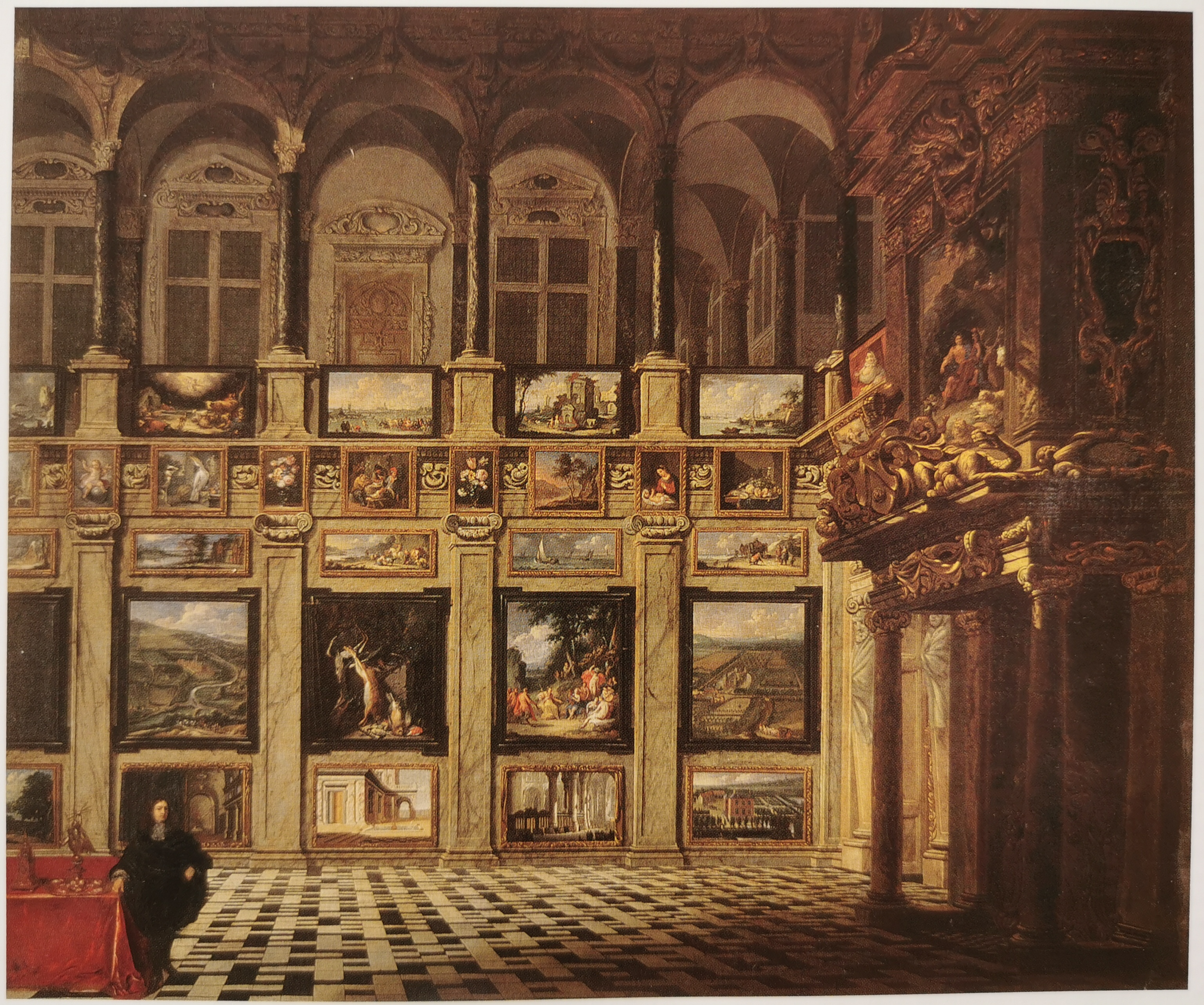
Interieur op een 17e-eeuws schilderij met de toenmalige eigenaar Pieter Ferdinand Roose

Het Granvellepaleis (Frans: Palais Granvelle) werd in 1555 gebouwd als het somptueuze verblijf van kardinaal-aartsbisschop Antoine Perrenot de Granvelle (1517–1586) op de Brusselse Hofberg. Het paleis werd afgebroken in 1931. Het besloeg een groot terrein waar nu de Ravensteingalerij is gelegen.

## Bouw als stadspaleis
Granvelle verwierf er in 1549–50 twee bestaande hotels en liet ze samenvoegen tot de prachtigste manifestatie van hoog-renaissance in de Nederlanden. De naam van de architect is niet gedocumenteerd, maar meestal wordt aangenomen dat het om Sebastiaan van Noyen ging. Andere kandidaten zijn Francesco Paciotti en Francesco de' Marchi, militaire ingenieurs in dienst van Alessandro Farnese, met wie Granvelle nauwe contacten onderhield. Het Brusselse paleis was direct geïnspireerd door de koergevels van het Palazzo Farnese, ontworpen door Michelangelo en Vignola. Tijdens de Romereis die Van Noyen ondernam waren die gevels in opbouw en kan hij dus de werf bezocht hebben. Ook is het mogelijk dat meerdere architecten betrokken waren bij het Brusselse paleis met zijn verschillende vleugels.

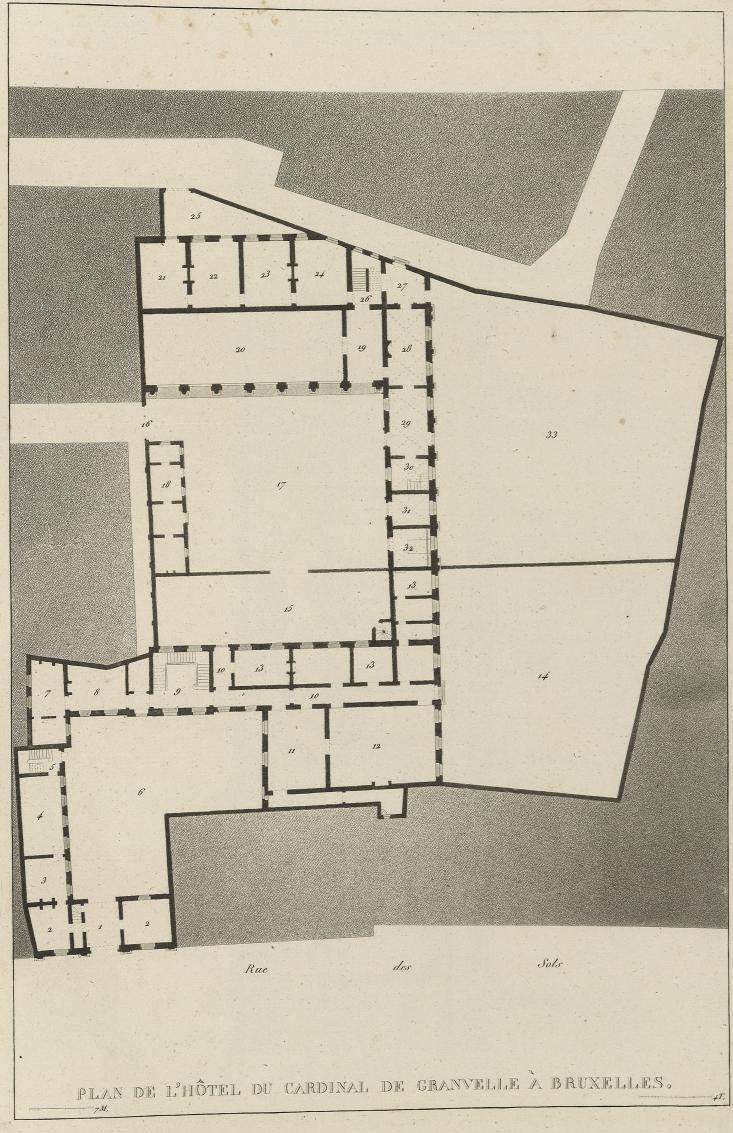
Plattegrond uit Goetghebuers Choix des monumens (1827)

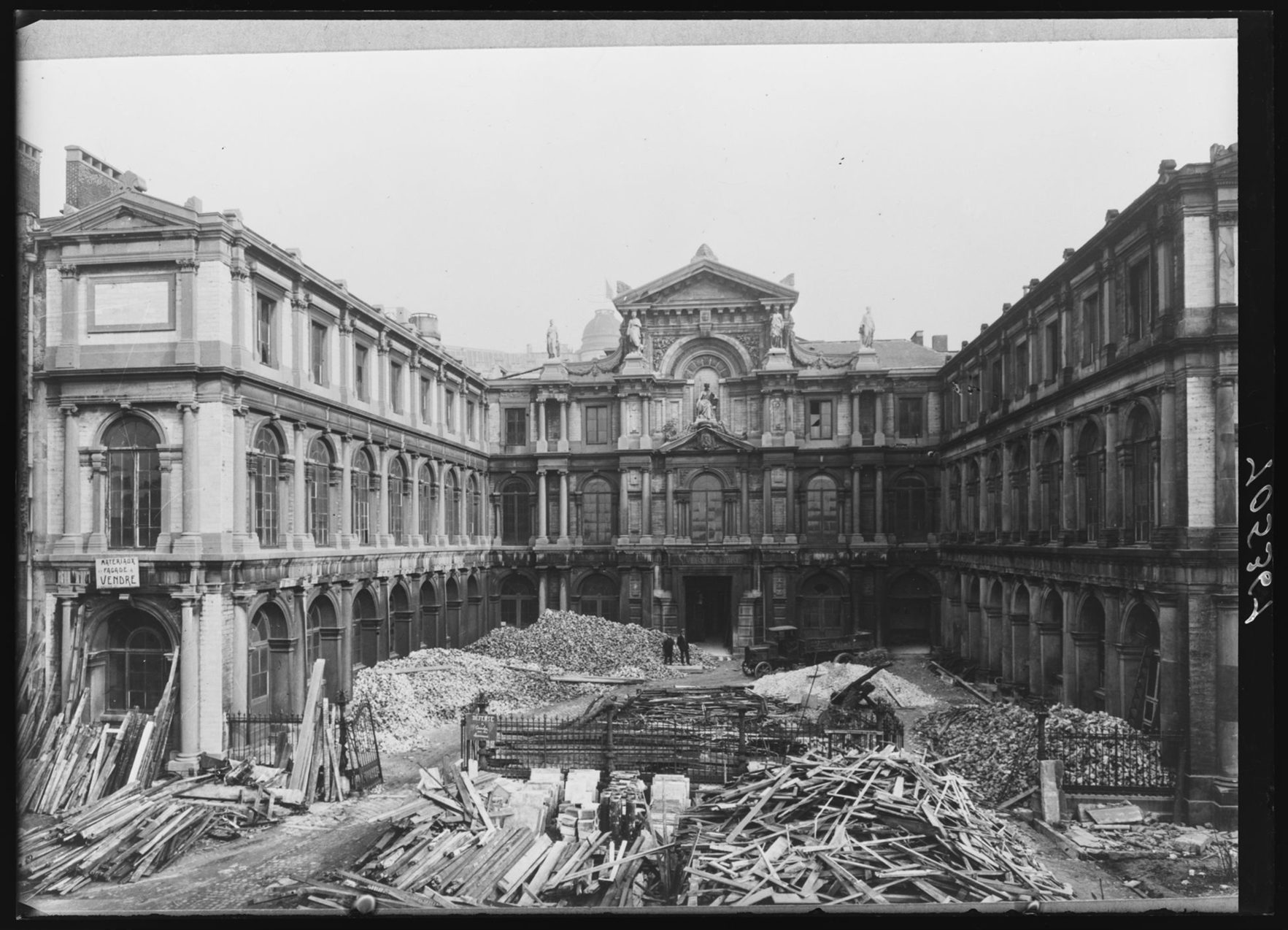
Het paleis kort voor afbraak

De hoofdingang was gelegen aan de Stuiversstraat. Rond een vierkante koer waren vier vleugels geschikt en een trappentoren bekroond met een koepel. Van daaruit vertrok een grote galerij met open arcades, parallel aan de curve van de Cantersteen. Tussen straat en galerij lag een steil oplopende tuin, met citrus- en vijgenbomen, aromatische kruiden en vier grote fonteinen. Aan de zijde van de Cantersteen bevond zich een tweede koer met verdere gebouwen en pronkgevel. In zijn paleis verzamelde Granvelle een indrukwekkende collectie beeldhouwwerken, waaronder een antieke Venus en Cupido.
In 1564 zag de impopulaire Granvelle zich gedwongen de Nederlanden te verlaten. Als rechterhand van Filips II van Spanje had hij het verkorven bij de hoge adel, en ook wel bij landvoogdes Margaretha van Parma. Op 13 maart haalde zijn broer Thomas hem op in zijn paleis, waarop onbekende grappenmakers vervolgens een bordje 'spoedverkoop' spijkerden. Hij zou zijn Brusselse residentie nooit terugzien. Zijn provoost hield hem regelmatig op de hoogte van de toestand en wist onder meer te melden dat de hertog van Alva er uit kiesheid van had afgezien zijn intrek te nemen in het paleis (Alva verbleef in het niet minder luxueuze Paleis van Willem van Oranje, zijn aartsvijand).

## Overheidsgebouw en universiteit
Na de brand in het Koudenbergpaleis (1731) diende het gebouw als onderkomen voor de Geheime Raad en nadien voor de Raad van Financiën. Dit bracht enige transformaties met zich mee. In deze periode raakte het in de volksmond bekend als het hôtel des sous.
In 1842 nam de Université Libre de Bruxelles haar intrek in het paleis (eerst in een deel ervan en vanaf 1850 volledig). Ze liet de gevel verbouwen door Hendrik Beyaert en Antoine Trappeniers (1863) en liet nieuwe beeldhouwwerken aanbrengen.

## Afbraak
In 1928 moest de ULB na 75 jaar wijken voor de Noord-Zuidverbinding. Hoewel een eind van de eigenlijke spoortunnel gelegen, ging het paleis van Granvelle tegen de vlakte. De gevels van het gebouw gingen naar Sint-Pieters-Woluwe met de bedoeling om er het Gemeentehuis van Sint-Pieters-Woluwe mee te bouwen, wat uiteindelijk echter niet gebeurde. Niet-gebeeldhouwde hardstenen werden in 1944 gebruikt als stoepranden, een deel van de witstenen diende voor de bouw van een zuilengalerij op het kerkhof van Stokkel en de rest werd geleidelijk aan verkocht aan diverse privépersonen. In 1956 werd op het terrein de Ravensteingalerij aangelegd.

## Voetnoten
1. ↑  Rutger Tijs, Renaissance- en barokarchitectuur in België, 1999, p. 84
2. ↑  Jacques Van Wijnendaele, Promenades insolites dans Bruxelles disparu, 2008, p. 105-108
3. ↑  Krista De Jonge, "Le palais Granvelle à Bruxelles: premier exemple de la Renaissance romaine dans les anciens Pays-Bas?" in: Krista De Jonge en Gustaaf Janssens (red.), Les Granvelle et les anciens Pays-Bas, 2000, p. 341-387
4. ↑  René van Stipriaan, De Zwijger. Het leven van Willem van Oranje, 2021, p. 207
5. ↑  Ancien Palais Granvelle / Granvellepaleis (bezocht op 16 mei 2014). Gearchiveerd op 18 juli 2023.
6. ↑  Lieven Tone Houdmont, Het Granvellepaleis, ultiem voorbeeld van renaissance-architectuur in de Nederlanden? De 19de-eeuwse herontdekking en de receptie van het gebouw, dissertatie Universiteit Gent, 1999
7. ↑  Georges Renoy, De wijk "De Putterij", 2012 (bezocht op 16 mei 2014)
8. ↑  Gemeentehuis (Inventaris Onroerend Erfgoed)